# Nikolaj Terlecký
Nikolaj Terlecký (rusky Николай Николаевич Терлецкий, Nikolaj Nikolajevič Těrleckij, 13. září 1903, Petrohrad, Rusko – 18. srpna 1994, Curych, Švýcarsko) byl ruský spisovatel, dramatik, knihovník, překladatel. Značnou část života, během něhož prošel i dalšími profesemi nesouvisejícími s literaturou, strávil v Československu a publikoval i česky, je tudíž řazen i mezi české autory. Žil také v Osmanské říši (dnešní Turecko) a v pozdějším věku v Rakousku a poté ve Švýcarsku.
Několik autorových povídek náleží do vědeckofantastické literatury (Vítr se vrací, Potopa, Herostrates II.).

## Biografie
Jeho otcem byl vysoký carský důstojník. V roce 1914 Terlecký nastoupil na petrohradskou kadetku, ale studium nedokončil, když musel v roce 1917 po Říjnové revoluci s rodiči emigrovat. V letech 1919–1921 studoval v Istanbulu na ruském gymnáziu. Zde došlo k úřednímu omylu v zápisu u jeho data narození, Terlecký pak nesprávný údaj – rok 1906 dále používal. V roce 1922 přicestoval do Československa, kde dokončil středoškolská studia na ruském gymnáziu v Moravské Třebové. Od roku 1928 navštěvoval přednášky na filozofické fakultě Univerzity Karlovy, studia dokončil v roce 1932. Poté prošel různými profesemi a zaměstnáními, od r. 1933 si vydělával soukromými lekcemi ruštiny. Jeho žáky byli mj. levicoví intelektuálové Jan Drda, Vítězslav Nezval nebo Marie Majerová.
Ve 30. letech 20. století se stal členem kroužku ruských literátů v emigraci SKIT. V roce 1936 ochořel tuberkulózou, tato choroba se mu později vracela. Pak pracoval v Mukačevě (1937–1939) jako soukromý učitel i režisér podkarpatského Národního divadla. Po návratu do Prahy vyučoval a po 2. světové válce byl překladatelem Úřadu předsednictva vlády, lektorem nakladatelství Za svobodu a dramaturgem ve Filmovém studiu Barrandov. Jistý čas byl bez stálého zaměstnání, poté opět učil a od r. 1956 byl redaktorem překladové redakce nakladatelství Mladá fronta.
V roce 1960 pobýval v sanatoriu, získal invalidní důchod a také místo knihovníka v pražském Národním muzeu. V roce 1965 emigroval do Rakouska a odtud do švýcarského Davosu. Ve Švýcarsku se usadil natrvalo ve městě Curych.

## Literární dílo
V díle (prozaickém i dramatickém) Nikolaje Terleckého psaném rusky a později i česky vystupuje do popředí otázka lidské svobody, etiky a přirozenosti. Postavy v autorem vytvořených až absurdních situacích jsou vystaveny náhodě, něčí zvůli či sociálnímu inženýrství.
Proti ideologii totality staví zdravé lidské přesvědčení o morálce a individuální rozmanitost.

### Romány
- Pláž u San Medarda (1977) – antiutopie srovnatelná s představami George Orwella a Jevgenije I. Zamjatina
- Don Kichot ze Sodomy (1986) – fantaskní/filosofický příběh o biblickém Lotovi putujícím časem a prostorem

### Novely
- Den osmý (1947)
- Andělé tady nebydlí (1976)

### Sbírky povídek
- Šest metrů úsměvu (1946) – knižní debut
- Vítr se vrací (1948) – kniha vyšla i pod názvem Nejkrásnější země. Jsou zde patrné autorovy obavy ze ztráty lidskosti ve prospěch řízeného plánování a cílené konformity. Té době poplatné budovatelské nadšení se u Terleckého nesetkalo s pochopením, "dokonalá společnost" vždy spěje ke svému konci.

### Memoáry
- Curriculum vitae (1997)

### Dramata
- Commedia dell’arte
- Útěk ze hry